# Skulpturenpark Slott Vanås

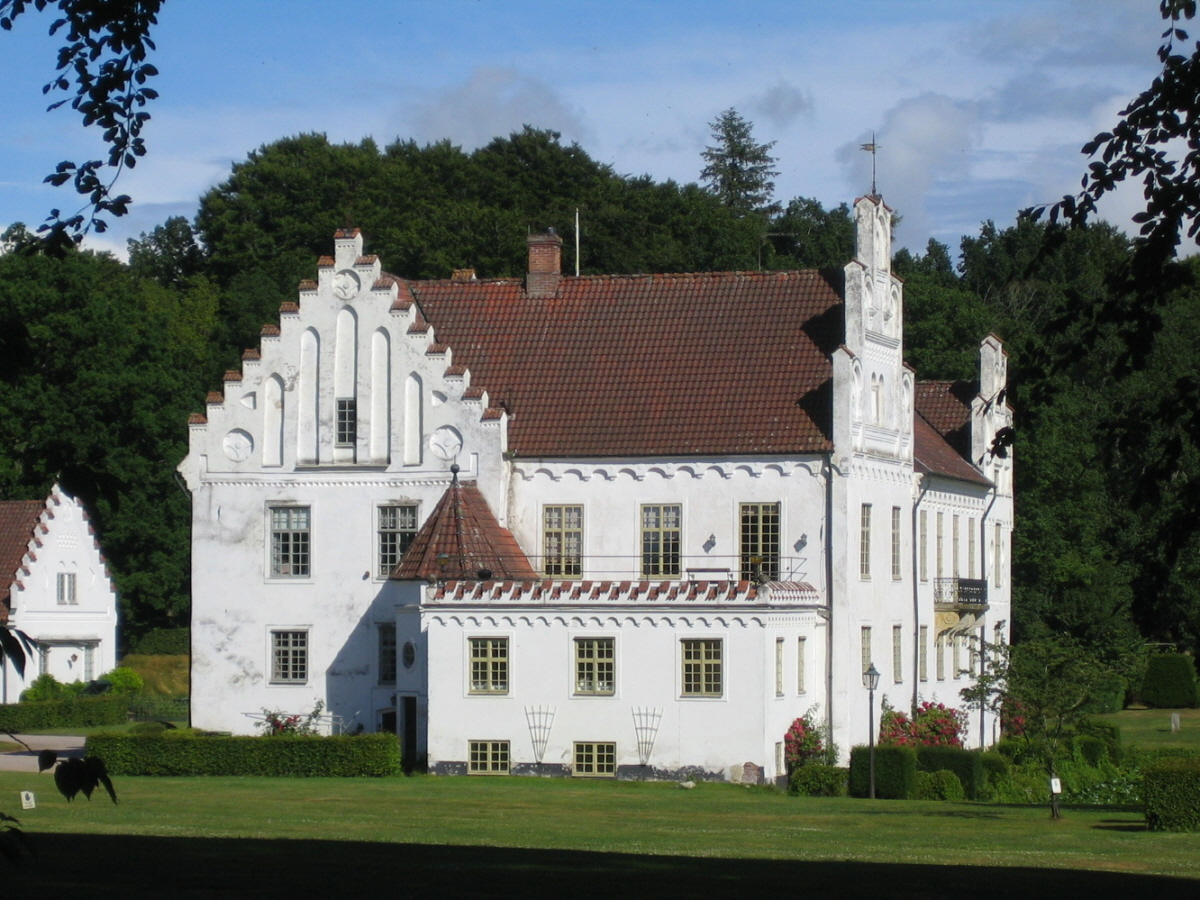
Vanås slott

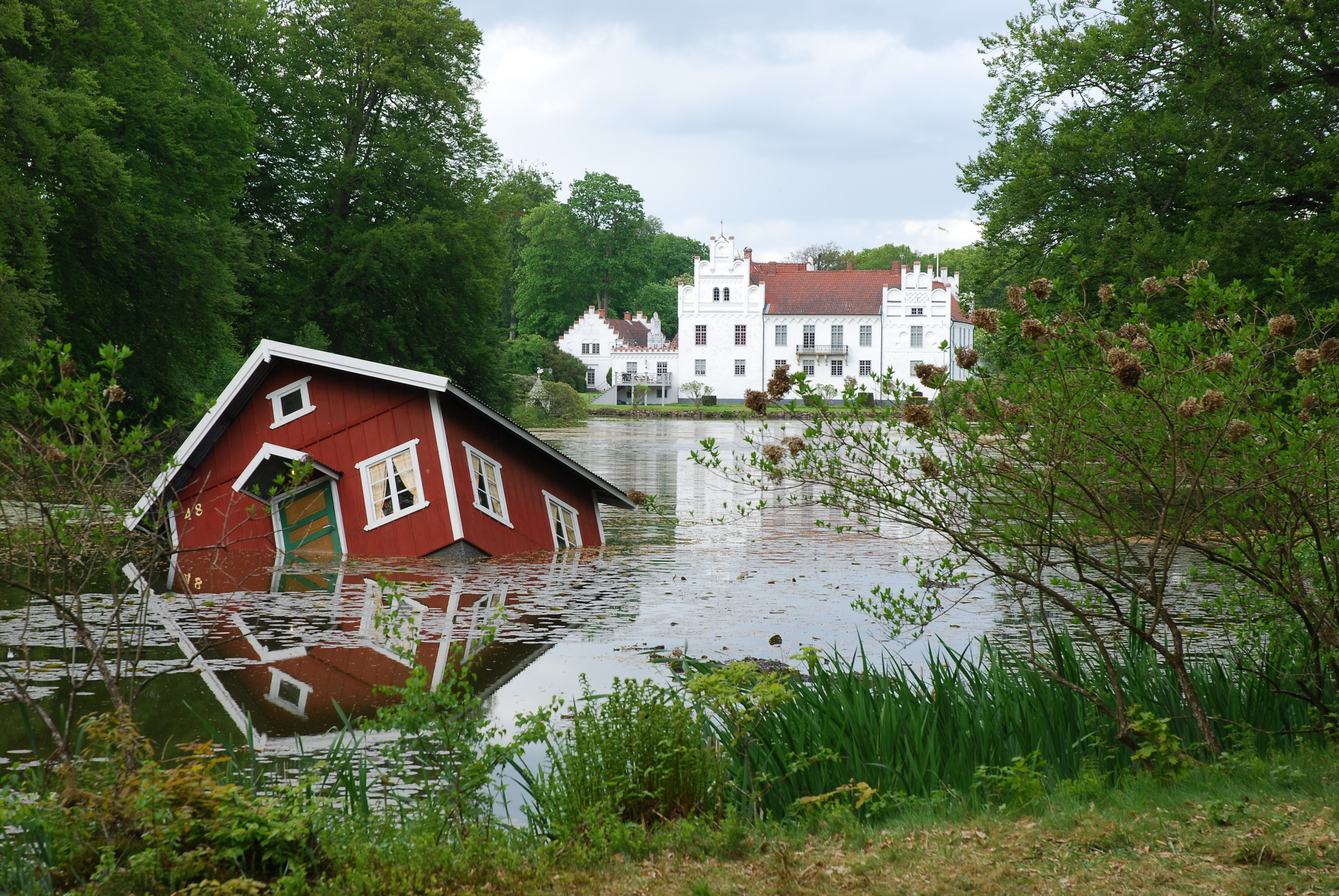
Atlantis

Der Skulpturenpark Slott Vanås befindet sich beim Slott Vanås (auch Wanås) bei Knislinge in der schwedischen Gemeinde Östra Göinge (Skåne län).

## Geschichte
Der Skulpturenpark wurde 1987 an einem Kastell aus dem 15. Jahrhundert errichtet. Die Sammlung umfasst mehr als 40 Werke internationaler Bildhauer und Künstler der Land Art und Installationskunst. Seit 2005 finden Wechselausstellungen im Stallgebäude statt, das 1759 erbaut wurde.
2007 fand zum 20-jährigen Bestehen des Skulpturenparks eine Jubiläumsausstellung mit Werken von Louise Bourgeois (Maman), Fernando Sánchez Castillo und Jan Svenungsson statt.

## Dauerausstellung
- Marina Abramović: Chair for Animal Spirits (1998)
- Gunilla Bandolin: Pyramiden (1990)[2]
- Kari Cavén: Cow Chapel (1993)
- Gloria Friedmann: Stigma (1991)
- Dan Graham: Two Different Anamorphic Surfaces (2000)
- Antony Gormley: Together and Apart (2001)
- Charlotte Gyllenhammer: Vertigo (2002)
- Ann Hamilton: lignum (2002)
- Jene Highstein: Gray Clam (1990)
- Jenny Holzer: Wanås Wall (2002)[3]
- Per Kirkeby: Wanås (1994)
- Maya Lin: 11 Minute Line (2004)
- Marianne Lindberg De Geer: I Am Thinking About Myself – Wanås 2003 (2003)
- Allan McCollum: Parables (1998)
- Roxy Paine: Imposter (1999)
- Raffael Rheinsberg: Black line (1988)
- Rúrí: Observatorium (1992)
- Ann-Sofi Sidén: Fideicommissum (2000)
- Solveig Sol: Tera Maximus (1989)
- Pål Svensson: Sprungen Ur (1996)
- Jan Svenungsson: The eighth chimney (2007)
- Stefan Wewerka: The little bridge (1988)
- Robert Wilson: A House for Edwin Denby (2000)

## Fotogalerie

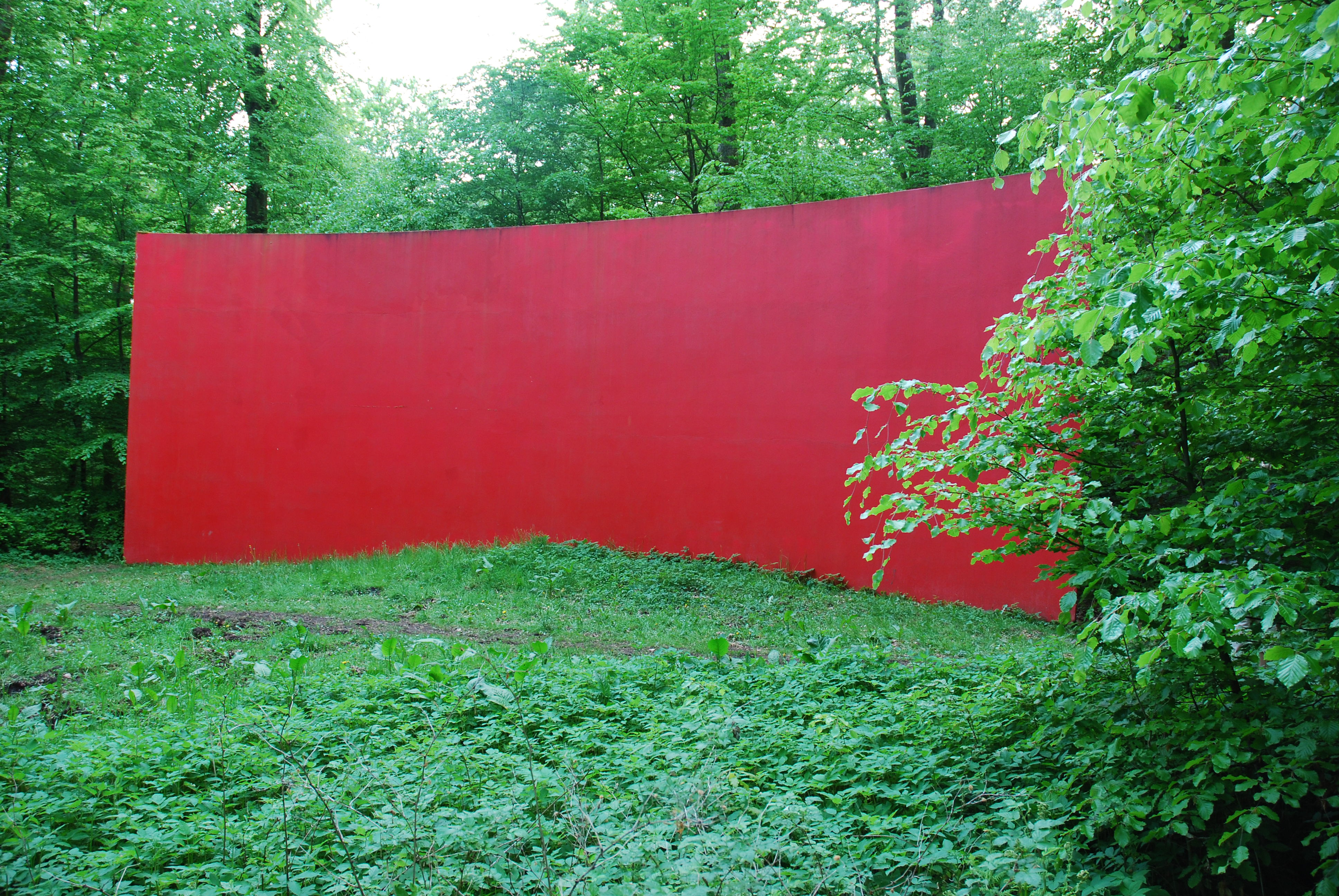
Gloria Friedmann: Stigma (1991)
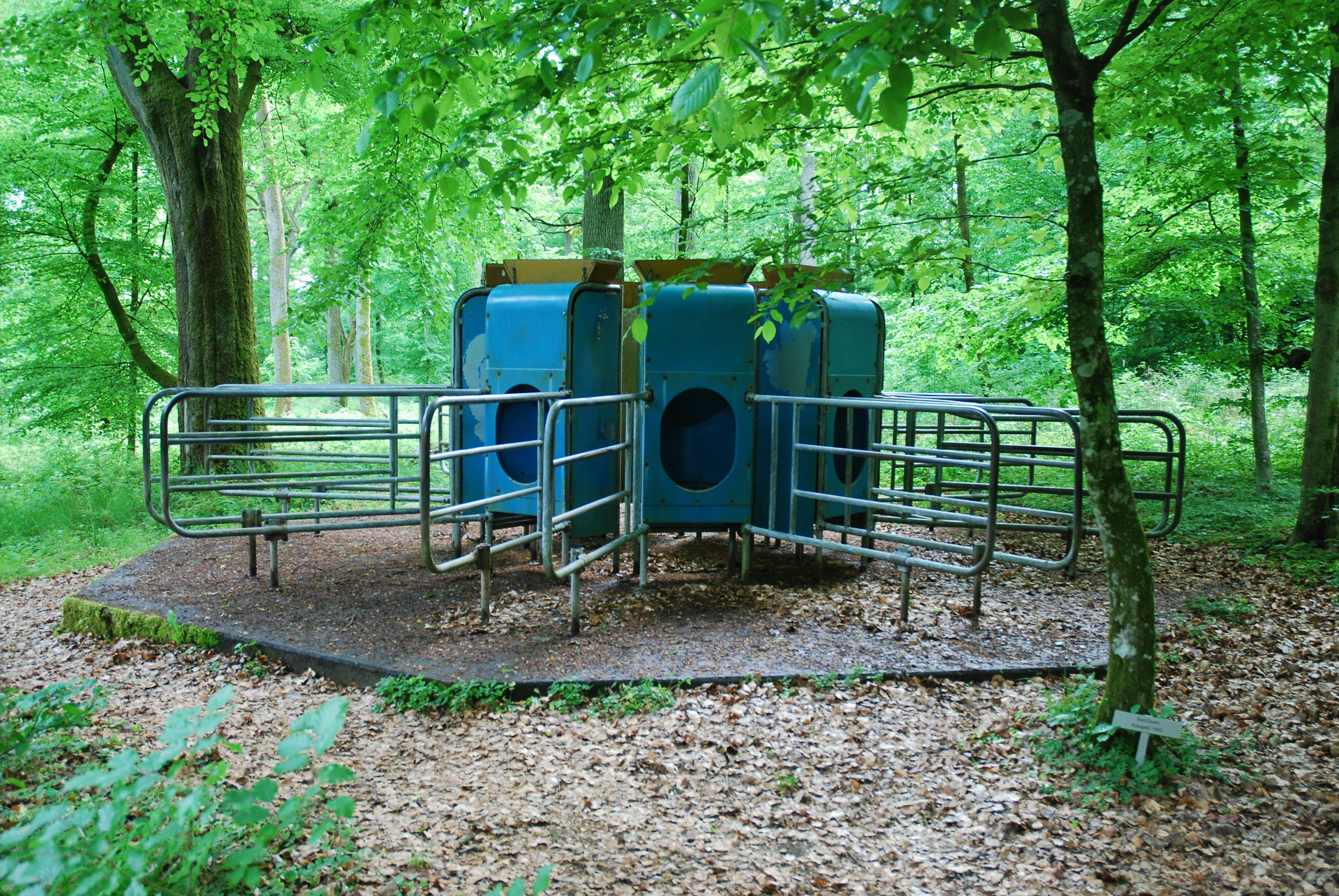
Kari Cavén: Cow Chapel (1993)
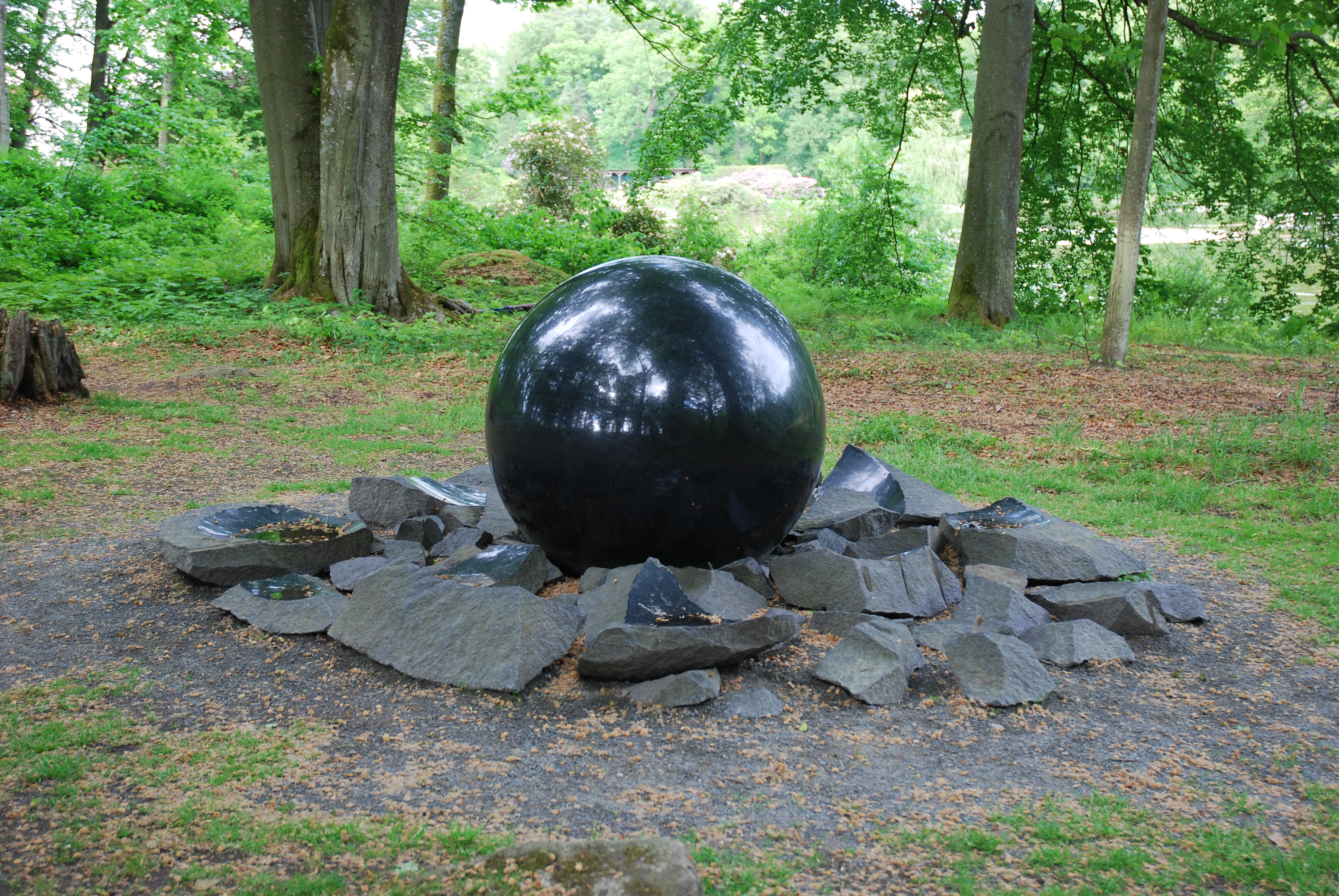
Pål Svensson: Sprungen ur (1996)
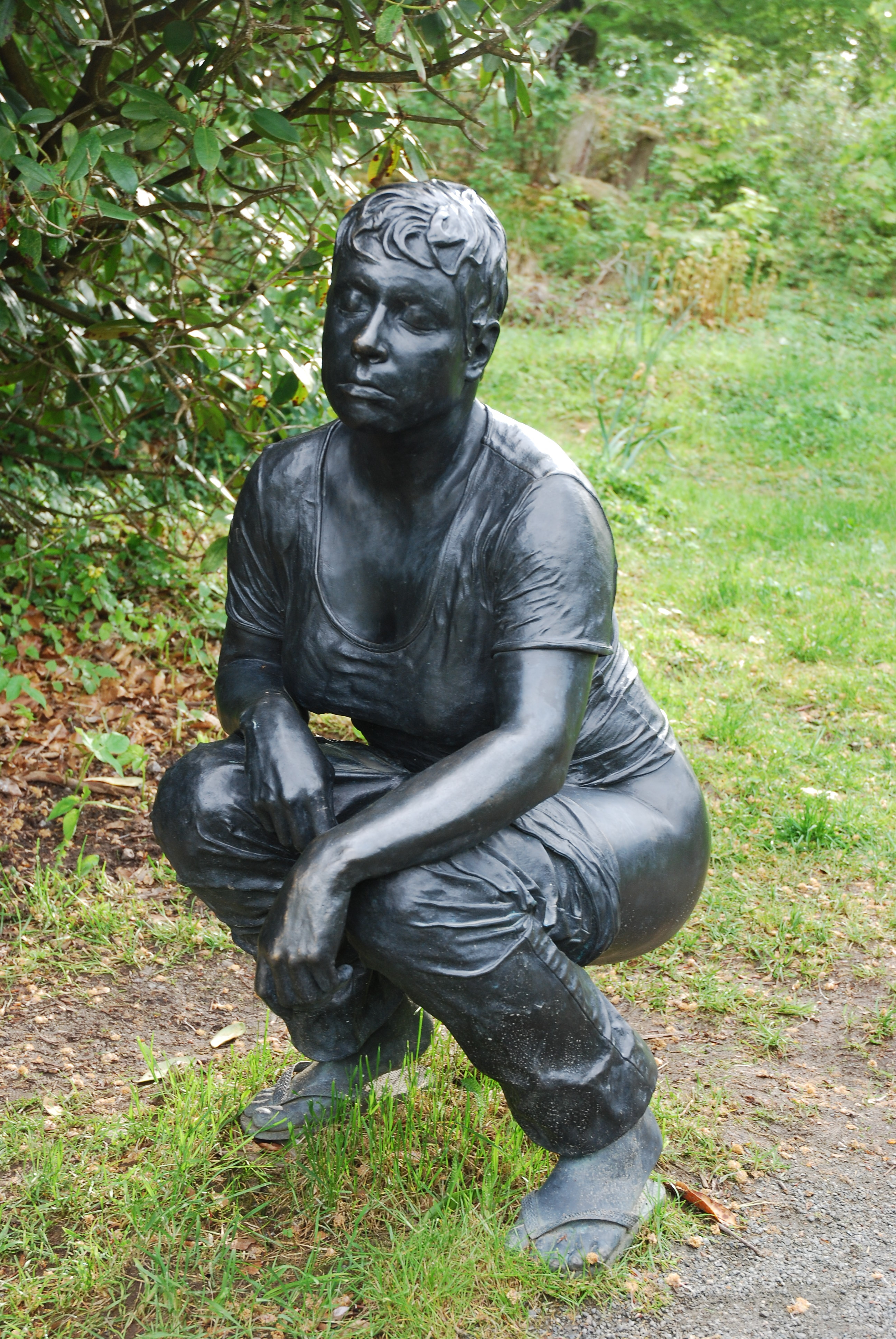
Ann-Sofi Sidén: Fideicommissum (2000)
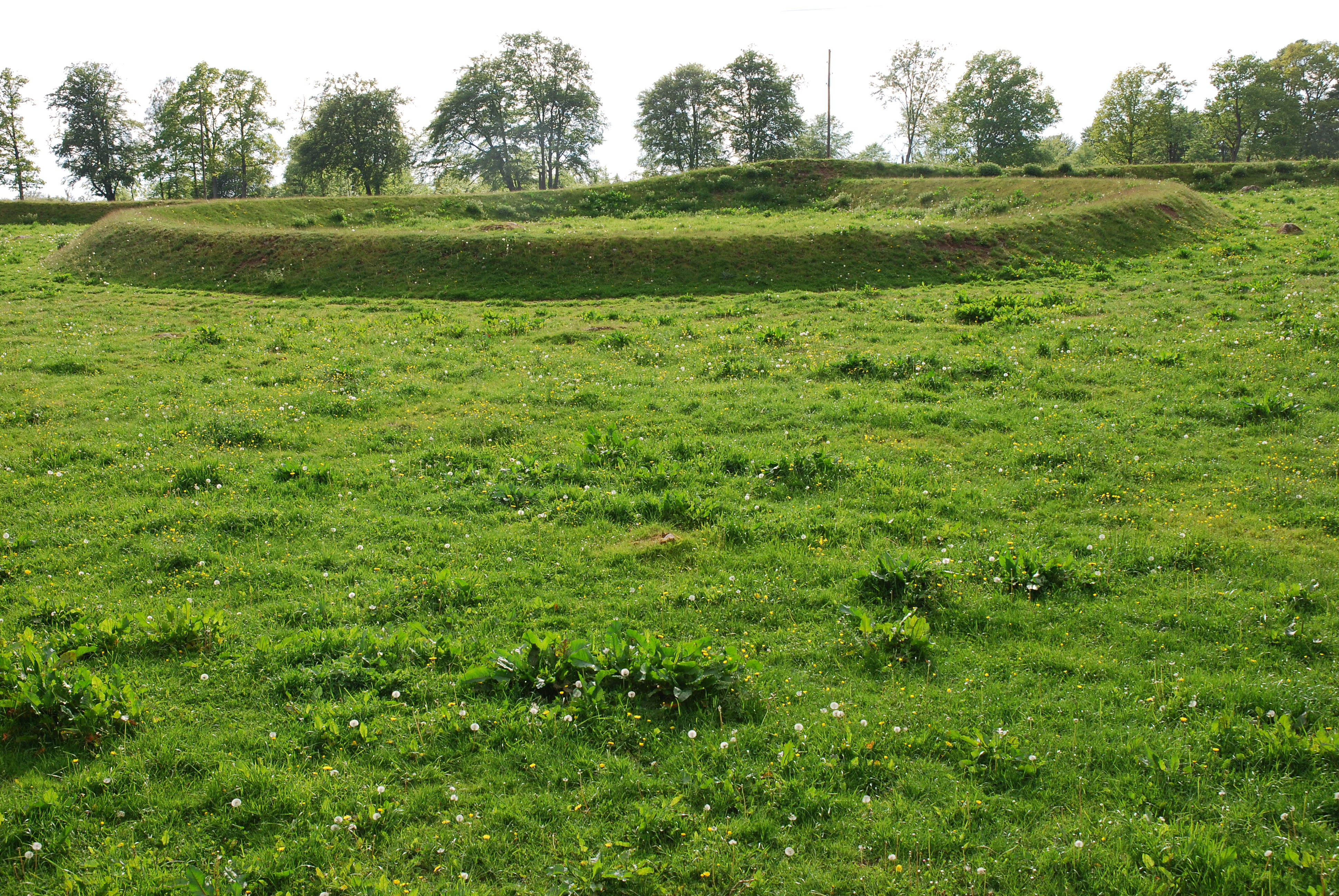
Maya Lin: 11 Minute Line (2004)
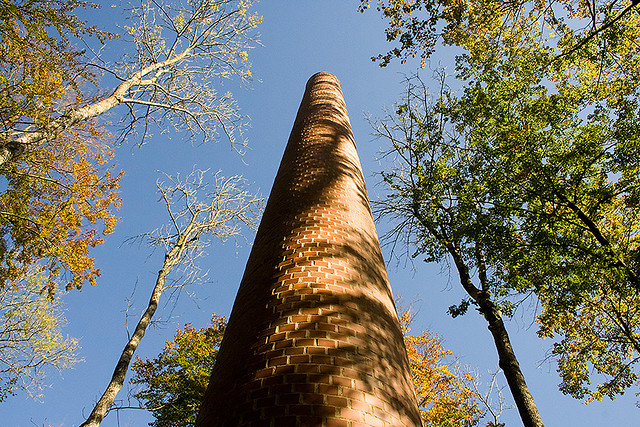
Jan Svenungsson: 8th Chimney (2007)
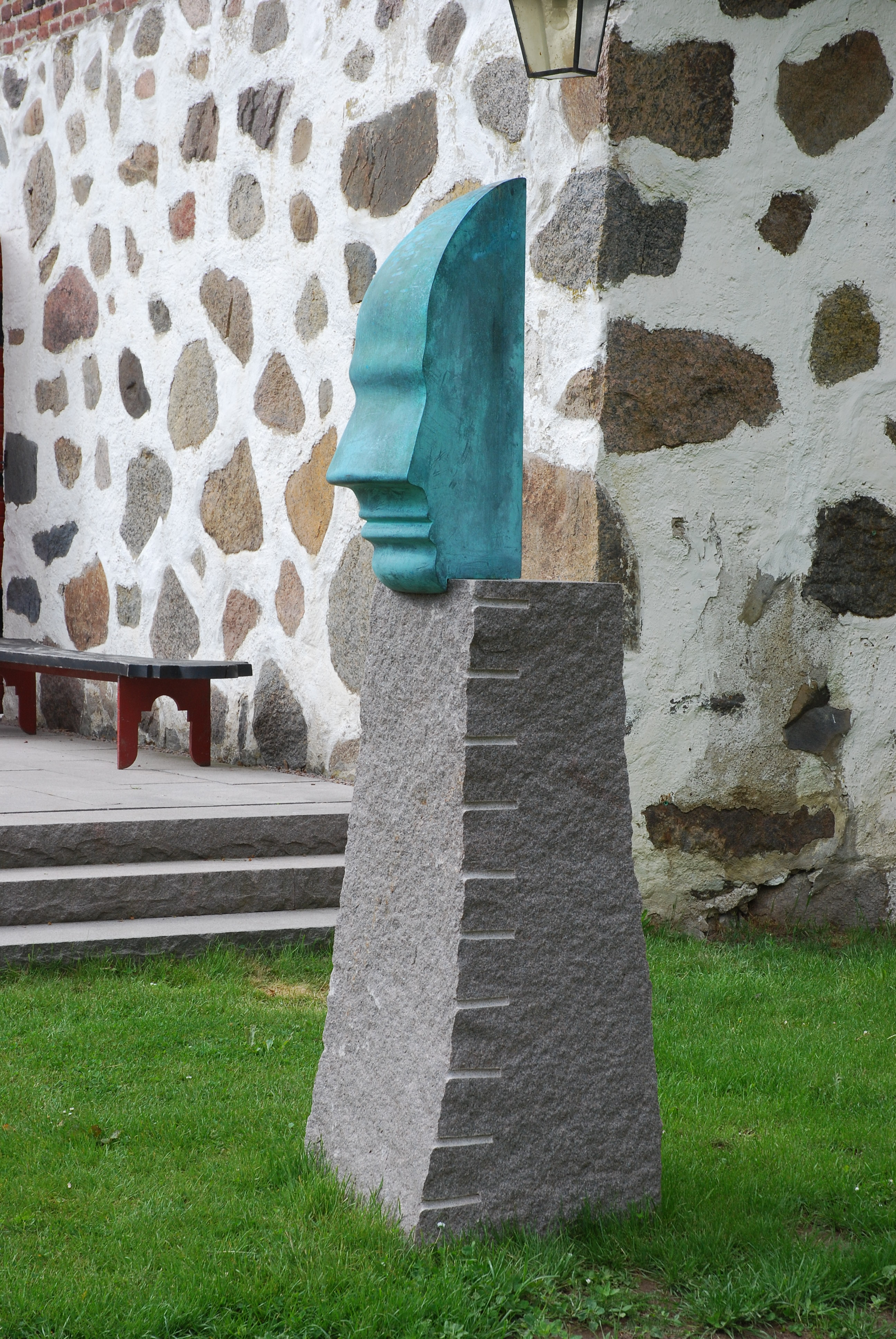
Skulptur von Sivert Lindblom